# The Adornment of Time
The Adornment of Time  ist ein Jazzalbum von Tyshawn Sorey und Marilyn Crispell. Die am 21. Oktober 2018 live im Veranstaltungsort The Kitchen in New York City entstandenen Aufnahmen erschienen am 27. September 2019 auf Pi Recordings.

## Hintergrund
Im Jahr 2018 arbeitete der Schlagzeuger, Pianist und Komponist Tshywn Sorey in einer Reihe verschiedener Projekte; sein Liederzyklus „Cycles of My Being“, den er für den Tenor Lawrence Brownlee geschrieben hatte, wurde in der Carnegie Hall und der Opera Philadelphia aufgeführt. Ein Auftritt 2018 in der New Yorker Jazz Gallery, bei dem Sorey neben dem Saxophonisten Hafez Modirzadeh auf einem modifizierten Klavier spielte, erinnerte daran, dass seine Arbeit als Pianist nicht genügend Beachtung fand, notierte  Seth Colter Walls. Wenige Monate später fand eine Inszenierung von Soreys dramatischem Werk Josephine Baker: A Portrait (2016) mit dem Text von Claudia Rankine auf den Stufen der großen Treppe des Metropolitan Museum of Art statt. Doch trotz seines erweiterten Wirkungskreises arbeitete Sorey auch weiterhin in kleineren Formaten. So entstand ein Livemitschnitt seines Auftritts mit der Pianistin Marilyn Crispell in Form einer frei improvisierte Begegnung, live aufgenommen im The Kitchen, einem langjährigen New Yorker Experimentalzentrum.
Sorey und Crispell hatten sich 15 Jahren zuvor bei einem Festivalauftritt in Europa kennengelernt, spielten aber erst fast zehn Jahre später zusammen. Schon bei diesem ersten Kontakt spürte Crispell eine gemeinsame Verbindung, die auf den Techniken und Herangehensweisen des Schlagzeugers beruhte. Sorey kannte Crispells Beitrag zu Anthony Braxtons langjährigem Quartett (Quartet (Coventry) 1985) und hatte sich schon früh vorgenommen, eine zukünftige Zusammenarbeit anzustreben.

## Titelliste
- Tyshawn Sorey & Marilyn Crispell: The Adornment of Time (Pi Recordings PI83)[3]

1. The Adornment of Time 1:04:57

## Rezeption

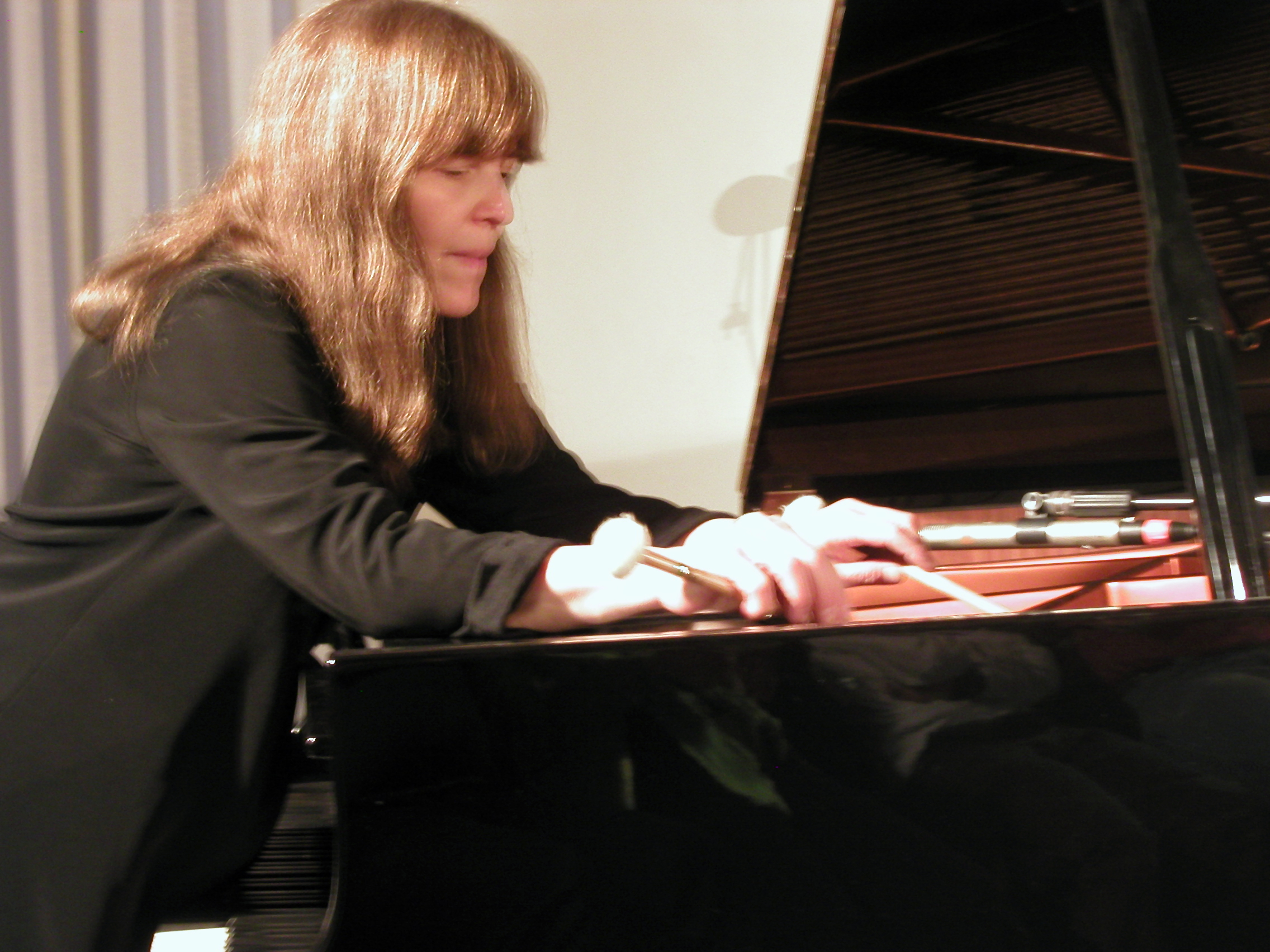
Marilyn Crispell bei einem Auftritt im Schloß Weikersheim um 2006

Nach Ansicht von Karl Ackermann, der das Album in All About Jazz rezensierte, sind Sorey und Crispell bekannt für ihre außergewöhnliche Fähigkeit, zuzuhören und sich in die Lage ihrer Kollegen zu versetzen. Diese persönlichen Eigenschaften würden dieses Album zu einem Maßstab für unmittelbare Kreativität machen. Die verschiedenen Erfahrungen der beiden Musiker würden The Adornment of Time mit seiner Erzählung, die zwischen Ruhe, Ausgelassenheit und fast Stille changiere. Crispells Spiel sei mal zart, mal donnernd. Sie besitze die verblüffende Fähigkeit, spürbare Spannung zu erzeugen, ohne die Flüssigkeit der Musik zu opfern; das sei ein entscheidender Faktor in einem umfangreichen Werk dieser Art. Sorey, der über ein orchestergroßes Schlagzeug verfüge, habe erklärt, keinen bestimmten Spielstil zu haben, und diese Freiheit würde sich in fragilen Passagen mit Glocken und Gongs sowie dröhnenden Ausbrüchen manifestieren.
Es sei höchst unwahrscheinlich, dass der Hörer seine Bedeutung beim ersten Hören vollständig erfasse, doch das Eintauchen in die Tiefe offenbare etwas Schönes und Einzigartiges zugleich, selbst unter den bereits herausragenden Diskografien beider Künstler, schrieb Rob Shepherd (Nextbop). Das gesamte Werk, einschließlich des Albumcovers, würde sich auf die Verflechtung verschiedener Texturen zu einem stimmigen Ganzen konzentrieren. So wie die Farben des Albumcovers die Dunkelheit betonen, würden die Klänge beider Künstler die Stille zwischen den Tönen akzentuieren. Oft sei es auch nicht leicht zu bestimmen, wo Soreys oder Crispells Spiel ende und das des anderen – oder die Stille – beginne, da die Grenzen oft verschwimmen. Dies gelte umso mehr, als beide Musiker bisweilen die Grenzen der Perkussion des Klaviers und der Harmoniefähigkeit des Schlaginstruments ausreizen. Dabei würden Soreys und Crispells Spiel und Stille zu einem stimmigen, aber dennoch einzigartigen Ganzen verschmelzen.
Crispells Reaktionsvermögen sei hier weiterhin in herausragender Form, schrieb Seth Colter Walls in Pitchfork Media. Ihre perkussive Avantgarde-Jazz-Technik bekomme in einem Abschnitt mit hochdramatischem Geballer viel Raum zum Austoben; man beachte die swingende Dichte, die sie nach 34 Minuten des Mitschnitts erzeuge. Ihr Gespür für Dynamik sei aber auch in vielen der ruhigeren Passagen des Auftritts präsent, in denen die Ideen der Pianistin die Entscheidungen des Schlagzeugers deutlich beeinflussen. Dabei helfe es, dass Soreys Schlagzeug mit Gongs und anderen Schlaginstrumenten ausgestattet ist, um besser mit den Melodien von Crispells Instrument zu verschmelzen. In diesen Momenten präsentiere The Adornment of Time nicht einfach zwei talentierte Musiker in einem Raum, die gleichzeitig improvisieren. Stattdessen setze das Album Ideale um, die im Zentrum der Tradition freier Improvisation stehen – darunter Gleichheit und Anpassungsfähigkeit –, die oft nur Lippenbekenntnisse sind, wenn auch nicht immer leicht zu verstehen.